# Edificio Valdés Salas

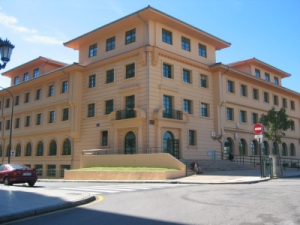
Edificio Valdés Salas (Oviedo).

El Edificio Valdés Salas es un edificio situado en la parte sur de Oviedo, España, próximo a la plaza de Castilla, se encuentra en la calle del mismo nombre, forma parte del Campus de los Catalanes y alberga la Escuela de Ingeniería Informática (Universidad de Oviedo). Fue reformado y vuelto a inaugurar en 2004 como sede para la Escuela Universitaria de Ingeniería Informática (transformada en la Escuela de Ingeniería Informática en 2010). 

## Historia
Anteriormente fue sede de la Residencia Universitaria Valdés Salas, de la Facultad Filosofía (Universidad de Oviedo) (entre 1978 y 1989) y sede del Colegio de Arquitectos del Principado.
Toma su nombre de uno de los fundadores de la Universidad de Oviedo, Fernando Valdés Salas.
- Datos: Q5818327